# تنجيز أبولادز
تنجيز أبولادز (31 يناير 1924 - 5 مارس 1994) (بالجورجية: თენგიზ აბულაძე) هو مخرج سينمائي ومخرج مسرحي وكاتب سيناريو جورجي، يعتبر واحدا من أفضل المخرجين السوفييت في التاريخ.

## مسيرته
درس تنجيز أبولادز في المدرسة التقنية للسكك الحديدية قبل التسجيل في معهد المسرح في تبليسي. واستمر في موسكو في المدرسة العليا للسينما (VGIK). أنجز أفلاما وثائقية، لكن مسيرته بدأت فعلاً بأفلامه الروائية، التي بلغت سبعة أعمال في الفترة ما بين عامي 1955 و 1984، ودائما ما كان يُشارك في كتابة السيناريو.

## روابط خارجية
- تنجيز أبولادز على موقع IMDb (الإنجليزية)
- تنجيز أبولادز على موقع ألو سيني (الفرنسية)
- تنجيز أبولادز على موقع تيرنر كلاسيك موفيز (الإنجليزية)
- تنجيز أبولادز على موقع أول موفي (الإنجليزية)
- تنجيز أبولادز على موقع قاعدة بيانات الأفلام السويدية (السويدية)
- تنجيز أبولادز على موقع قاعدة بيانات الفيلم (الإنجليزية)
- تنجيز أبولادز على موقع كينوبويسك (الروسية)
- Abuladze, Tengiz, The Dictionary of Georgian National Biography. Retrieved January 30, 2007.